# Thrinacophora dubia
Thrinacophora dubia är en svampdjursart som beskrevs av Brøndsted 1924. Thrinacophora dubia ingår i släktet Thrinacophora och familjen Raspailiidae. Inga underarter finns listade i Catalogue of Life.